# Кадук жовтогорлий
Кадук жовтогорлий (Myrmotherula ambigua) — вид горобцеподібних птахів родини сорокушових (Thamnophilidae). Мешкає в Бразилії, Венесуелі і Колумбії.

## Опис
Довжина птаха становить 8-9 см, вага 7-8 г. Верхня частина тіла в самця чорна, поцяткована білими смужками. Горло і нижня частина тіла жовті. Груди самиць жовтувато-коричневі, голова дещо світліша.

## Поширення і екологія
Жовтогорлі кадуки поширені на північному заході Амазонії. Вони мешкають на півдні венесуельського штату Амасонас, на крайньому сході Колумбії (департаменти Ґуайнія і Ваупес) та на північному заході Бразилії (долина Ріу-Неґру на півночі штату Рорайма та в національному парку Жау). Живуть в кронах вологих тропічних лісів на висоті до 350 м над рівнем моря.